# BAFTA Interactive Awards
A BAFTA Interactive Awards és  BAFTA Games Awards elnevezésű díjakat 2003-ban alapították a korábbi BAFTA Interactive Entertainment Awards kettébontásával.
Míg az előző díjátadókat 1998 óta minden év októberében megtartották, a 2003. évi Interaktív-díjakat csak következő év február 19-én adták át, a 2004-es átadóünnepség pedig 2005. március 2-án volt.
2006. márciusban a BAFTA sajtóközelményben jelentette ki, hogy a „videójátékok ugyanolyan fontosak, mint a filmek és televíziós műsorok”, és visszahelyezték a Games Awards átadását a hagyományos októberi időszakra. Az Interactive Awadsról nem esett szó, majd a BAFTA weboldalának átszervezését követően ennek a díjátadónak szinte „nyoma veszett”, ezzel a BAFTA történetében a két átadóval a legrövidebb időtartammal „büszkélkedő” eseménysorozat lett.

## Díjazottak

### Gyermek oktatás
- 2004 : Headline History Archiválva 2005. június 5-i dátummal a Wayback Machine-ben
- 2003 : (nem került díjazásra)

### Design
- 2004 : Alexander McQueen weboldala
- 2003 : Greenwich Millennium Village

### DVD
- 2004 : The Chaplin Collection
- 2003 : Az Oroszlánkirály - Special Edition DVD

### Tényszerű
- 2004 : Stagework
- 2003 : 
  - offline kategória: DNA Interactive DVD
  - online kategória: Tate Galéria: Tate Online

### Film/TV műsor weboldala
- 2004 : Trauma (film, 2004)
- 2003 : Starfinder

### Interaktív művészet
- 2004 : Frequency and Volume
- 2003 : Alleph.net

### Interactive Arts Installation
- 2004 : (nem került díjazásra)
- 2003 : The House of Osama Bin Laden

### Interactive TV
- 2004 : Spooks Interactive
- 2003 :	V:MX

### Zene
- 2004 : SSEYO miniMIXA
- 2003 : (nem került díjazásra)

### Új tehetség
- 2004 : Dan Jones
- 2003 : (nem került díjazásra)

### Hírek és sport
- 2004 : England's Exit From Euro 2004
- 2003 : (nem került díjazásra)

### Online oktatás
- 2004 : Stagework
- 2003 : 
  - online oktatás: Bodysong
  - offline oktatás: Knowledge Box

### Online szórakozás
- 2004 : The Hitchhiker’s Guide to the Galaxy - 20. évfordulós kiadás
- 2003 : Celebdaq

### Technikai újítás
- 2004 : Careers Wales Online
- 2003 : The Darkhouse